# Don Patinkin
Don Patinkin (geboren 8. Januar 1922 in Chicago, Illinois, verstorben 7. August 1995 in Jerusalem, Israel) war ein israelisch-amerikanischer Ökonom und Präsident der Hebräischen Universität in Jerusalem.

## Leben und Werk
Don Patinkin wurde 1922 in Chicago (Illinois) in eine jüdische Familie geboren. 1943 schrieb er sich in der Universität Chicago in Wirtschaftswissenschaften ein und erhielt 1947 seinen Ph. D. bei Oskar Lange. Er war nicht nur von der neoliberalen Chicagoer Schule beeinflusst, sondern auch von den Lehrern wie Frank H. Knight, Jacob Viner, Henry Calvert Simons oder Lloyd Mints. Außerdem studierte er den Talmud am Hebrew Theological College. 1949 zog er mit seiner Frau Dvora nach Jerusalem und begann als Hochschullehrer, das wirtschaftswissenschaftliche Department der Hebräischen Universität vom eher kontinentalen deskriptiven und institutionellen Denken auf die angelsächsische analytische Ökonomik umzustellen. Dabei baute er eine Generation von Studierenden auf, die „Patinkin boys“, die anschließend zahlreiche wirtschaftswissenschaftliche Lehrstühle sowie Positionen in Zentralbank und Schatzamt erhielten. Daher wird Patinkin auch als „Vater der Wirtschaftswissenschaften“ in Israel bezeichnet.
1956 veröffentlichte er sein Buch Money, Interest and Prices, ein wichtiges, neokeynesianisches Werk. Darin und in Artikeln in Fachzeitschriften behandelt er die Unterscheidung von Bestands- und Flussgrößen, wirtschaftliche Ungleichgewichte (disequilibrium macroeconomics) sowie die Bedeutung der Stabilität und Pfadabhängigkeit der makroökonomischen Gleichgewichte. Er lehnte das Saysche Theorem ab und ergänzte Geld in der Nutzenfunktion (MIU-Modell). Durch den Realkassenhaltungs-Effekt ist die Quantitätstheorie des Geldes nicht mehr gültig. Damit löste er eine Kontroverse zur Rolle von Geld und Kredit aus. 1959 erhielt er den Rothschild-Preis, 1963 wurde er zum Mitglied der Israelischen Akademie der Wissenschaften gewählt. 1969 wurde er Mitglied der American Academy of Arts and Sciences. 1970 erhielt er den Israel-Preis und war 1974 Präsident der Econometric Society. Seit 1987 war er korrespondierendes Mitglied der British Academy. Bis zu seinem Ruhestand 1989 blieb er an der Hebräischen Universität, von 1982 bis 1986 als Präsident. Am 7. August 1995 starb er in Jerusalem im Alter von 73 Jahren.

## Publikationen
- Mercantilism and the Readmission of Jews in England. In: Jewish Social Studies, 1946, JSTOR:4464720.
- Multiple-Plant Firms, Cartels and Imperfect Competition. In: Quarterly Journal of Economics 61(2), Februar 1947, S. 173–205, doi:10.2307/1880666.
- Relative Prices, Say's Law, and the Demand for Money. In: Econometrica, 1948, JSTOR:1907230.
- Price Flexibility and Full Employment. In: The American Economic Review 38(4), 1948, JSTOR:591.
- The Indeterminacy of Absolute Prices in Classical Economic Theory. In: Econometrica, 1949, JSTOR:1912130.
- Involuntary Unemployment and the Keynesian Supply Function. In: The Economic Journal, 1949, JSTOR:2226869.
- A Reconsideration of the General Equilibrium Theory of Money. In: Review of Economic Studies 18(1), 1950, S. 42–61, JSTOR:2296105.
- The Invalidity of Classical Monetary Theory. In: Econometrica, 1951, JSTOR:1905730.
- Further Considerations of the General Equilibrium Theory of Money. In: Review of Economic Studies, 1951, JSTOR:2296021.
- The Limitations of Samuelson's ‘Correspondence Principle’. In: Metroeconomica, 1952, doi:10.1111/j.1467-999X.1952.tb00627.x.
- Wicksell's ‘Cumulative Process’. In: Economic Journal, 1952, JSTOR:2226529.
- Dichotomies of the Pricing Process in Economic Theory. In: Economica, 1954, JSTOR:2551662.
- Keynesian Economics and the Quantity Theory. In: Kenneth K. Kurihara (Hrsg.): Post-Keynesian Economics. Rutgers University Press, New Brunswick 1954, S. 123–152, doi:10.4324/9781315016849-15.
- Money, Interest and Prices: An integration of monetary and value theory. Row, Peterson and Company, Evanston (Illinois) und White Plains (New York) 1956. 2. erweiterte Auflage 1965.
- Liquidity Preference and Loanable Funds: Stock and flow analysis. Economica, 1958, doi:10.1111/ecca.1958.25.100.300.
- The Israel Economy: The first decade. The Maurice Falk Institute for Economic Research in Israel 1959.
- The Chicago Tradition, the Quantity Theory and Friedman. In: Journal of Money, Credit and Banking 1, Februar 1969, S. 46–70, doi:10.2307/1991376.
- Keynes and Economics Today. In: The American Economic Review, Mai 1974, S. 97–102, JSTOR:1816337.
- The Collected Writings of John Maynard Keynes: from the Tract to the General Theory. In: The Economic Journal 85, Juni 1975, S 249–270, JSTOR:2230991.
- Keynes’ Monetary Thought: A Study of its Development. Duke University Press, Durham 1976.
- Keynes and Chicago. In: Journal of Law and Economics 22(2), Oktober 1979, S. 213–232, JSTOR:725117.
- Essays In and On the Chicago Tradition. Duke University Press, Durham 1981.
- Anticipations of the General Theory and Other Essays on Keynes. University of Chicago Press, Chicago, Illinois 1982.
- From Chicago to Jerusalem. In: The Economic Quarterly 41(2), 1994, S. 165–195, JSTOR:23766531.